# Saison 1 de Vikings: Valhalla
 (mai 2025).
Si vous disposez d'ouvrages ou d'articles de référence ou si vous connaissez des sites web de qualité traitant du thème abordé ici, merci de compléter l'article en donnant les références utiles à sa vérifiabilité et en les liant à la section « Notes et références ».
Chronologie
Saison 2
Cet article présente les huit épisodes de la première saison de la série télévisée Vikings: Valhalla.
Cette première saison disponible depuis le 25 février 2022 sur Netflix contient huit épisodes.

## Synopsis
100 ans après les exploits de Ragnar Lodbrok qui sont devenus des légendes, le peuple viking a réussi à s'installer durablement en Angleterre mais le roi anglais Æthelred II, voyant en eux une menace et sous la pression de ses nobles, ordonne leur massacre la nuit de la Saint-Brice.
Ayant appris le massacre et voulant venger la mort de leur peuple, le roi danois Canute rallie les princes norvégiens Olaf Haraldson et Harald Sigurdsson qui montent une nouvelle Grande Armée dans le but d'envahir l'Angleterre. Mais l'arrivée à Kattegat des colons de la terre verte Leif Eriksson et sa sœur Freydis pourrait bien changer leurs plans. 

## Distribution

### Acteurs principaux
- Sam Corlett (en) (VF : Jim Redler) : Leif Erikson
- Frida Gustavsson (VF : Chloé Berthier) : Freydis Eiriksdottir
- Leo Suter (VF : Gauthier Battoue) : Harald Sigurdsson
- Bradley Freegard (en) (VF : Lionel Tua) : le roi Canute
- Jóhannes Haukur Jóhannesson (VF : Frédéric Souterelle) : le jarl Olaf Haraldsson
- Caroline Henderson (en) (VF : Annie Milon) : le jarl Estrid Haakon
- Laura Berlin (VF : Audrey Sourdive) : Emma de Normandie
- David Oakes (VF : Sébastien Desjours) : le comte Godwin

### Acteurs récurrents
- Pollyanna McIntosh (VF : Ariane Deviègue) : la reine Ælfgifu du Danemark
- Søren Pilmark (VF : José Luccioni) : Sven à la Barbe fourchue
- John Kavanagh (VF : José Luccioni) : le Voyant (Sejðmaðr), qui pratique le « Seiðr »
- Henessi Schmidt : Gytha
- Asbjørn Krogh (VF : David Krüger) : le jarl Kåre
- Louis Davison (VF : Damien Zanoly) : le prince Edmond
- Bosco Hogan (en) (VF : Michel Paulin) : le roi Æthelred II
- Lujza Richter (VF : elle-même) : Lif
- Pääru Oja (VF : Valentin Merlet) : Arne Gormsson
- Julian Seager (VF : Éric Peter) : le jarl Gorm
- Gavin Drea (VF : Sylvain Agaësse) : Eadric Streona
- Leifur Sigurðarson : Gunnar Magnússon
- Wolfgang Cerny : Sten Sigurdsson

## Liste des épisodes

### Épisode 1:Les Hommes de la terre verte
- : 25 février 2022 sur Netflix

### Épisode 2:Viking
- : 25 février 2022 sur Netflix

### Épisode 3:Les Marécages
- : 25 février 2022 sur Netflix

### Épisode 4:Le Pont
- : 25 février 2022 sur Netflix

### Épisode 5:Miracle
- : 25 février 2022 sur Netflix

### Épisode 6:La Dernière fille d'Uppsala
- : 25 février 2022 sur Netflix

### Épisode 7:L'Heure des choix
- : 25 février 2022 sur Netflix

### Épisode 8:La Fin du début
- : 25 février 2022 sur Netflix